# 3811 Karma
A 3811 Karma (ideiglenes jelöléssel 1953 TH) a Naprendszer kisbolygóövében található aszteroida. Liisi Oterma fedezte fel 1953. október 13-án.